# Puerto Rico International 1999
Die Puerto Rico International 1999 im Badminton fanden Mitte Juni 1999 statt.

## Sieger und Platzierte
| Disziplin    | Gold                          | Silber                        | Bronze                            |
| ------------ | ----------------------------- | ----------------------------- | --------------------------------- |
| Herreneinzel | Pedro Yang                    | Christian Erichsen            | Roy Paul jr.                      |
| Herreneinzel | Pedro Yang                    | Christian Erichsen            | Bradley Graham                    |
| Dameneinzel  | Nigella Saunders              | Sabrina Cassie                | Stephanie Mitchell                |
| Dameneinzel  | Nigella Saunders              | Sabrina Cassie                | Rosemil Olivo                     |
| Herrendoppel | Roy Paul jr. Robert Richards  | Christian Erichsen Pedro Yang | Bradley Graham Laxton O’Connor    |
| Herrendoppel | Roy Paul jr. Robert Richards  | Christian Erichsen Pedro Yang | Sheldon Caldeira Anil Seepaul     |
| Mixed        | Roy Paul jr. Nigella Saunders | Anil Seepaul Zuedi Mack       | Sheldon Caldeira Sabrina Cassie   |
| Mixed        | Roy Paul jr. Nigella Saunders | Anil Seepaul Zuedi Mack       | Bradley Graham Stephanie Mitchell |